# Fianna Éireann

La sunburst flag, un dels símbols del Fianna Éireann

Fianna Éireann (AFI:ˈfʲiənə ˈeːɾʲən,  pronunciació (?·pàg.)), també coneguts com a Fianna na hÉireann i Na Fianna Éireann (gaèlic irlandès: "Soldat d'Irlanda", anomenat així pels fianna de la mitologia irlandesa, és el nom que han rebut diversos moviments juvenils lligats al republicanisme irlandès durant els segles XX i XXI. "Fianna na hEireann" [sic] també es troba a la llista de grups terroristes proscrits al Regne Unit sota la Llei de terrorisme (2000).

## Orígens
El Fianna Éireann fou fundat el 1909 per Constance Markiewicz i Bulmer Hobson, seguint la línia paramilitar dels escoltes Baden-Powell, però emfatitzant més en el nacionalisme irlandès que no pas en el nacionalisme britànic dels escoltes de Baden-Powell.
Els Fianna s'entrenaven militarment amb armes de foc, disciplina militar i primers auxilis. Foren actius en diverses manifestacions com la marxa de Howth Gun de 1914, el funeral de Jeremiah O'Donovan Rossa i van tenir un paper significatiu en l'Aixecament de Pasqua de 1916. Molts Fianna formarien part de l'Exèrcit Republicà Irlandès durant la guerra d'independència (1919–1921). Durant la Guerra Civil Irlandesa (1922-1923), l'organització es va afiliar a la fracció de l'IRA contrària al Tractat Angloirlandès.

## Escissió
L'organitzció es va escindir en dues fraccions amb diferents punts de vista en les dècades següents, de manera comparabla a la que va patir l'Exèrcit Republicà Irlandès. Probablement la més destacada d'elles manté lligams amb l'Exèrcit Republicà Irlandès de la Continuïtat, Cumann na mBan i Sinn Féin Republicà; un altre grup manté lligams amb el Moviment per la Sobirania dels 32 Comtats i amb el Real IRA. L'IRA Provisional va crear un grup similar en els anys 1970 com a branca jovenil, quan va trencar amb l'IRA Oficial, però el va dissoldre a finals dels 70.
Després de l'escissió, les unitats del Na Fianna Éireann Oficial es troben principalment a Belfast i Newry, seguint el model socialista imposat pel Sinn Féin Oficial i reanomenats a finals dels setanta com a Moviment Democràtic de la Joventut Irlandesa (IDYM), que abandonà el seu entrenament paramilitar i continuà com a moviment escoltista, creant lligams amb grups semblants de partits socialistes i comunistes, com la Joventut Lliure Alemanya de la República Democràtica Alemanya. Amb la reorganització del Sinn Féin-The Workers Party com a The Workers Party el 1982, la IDYM esdevingué simplement Joventut del Partit dels Treballadors, amb el que continua avui dia i com a tal és afiliada a la Federació Mundial de la Joventut Democràtica.

## Un moviment escoltista?
Amb l'evolució internacional de l'escoltisme on s'emfatitza el pacifisme, actualment és difícil classificar les faccions del Fianna Éireann com a moviments escoltisets. Cap de les manifestacions del Fianna Éireann ha estat mai reconeguda per l'Organització Mundial del Moviment Escoltista, que es considera apolítica en contrast amb la naturalesa partidista dels Fianna Éireann, un moviment de joventut uniformada amb molt poques connexions amb els mètodes escoltistes.

## Cap d'estat major
- Eamon Martin

## Caps escoltes
- Pádraig Ó Riain, juliol 1915–
- Constance Markievicz, c. 1923–
- "Langlaoich", c. 1929
- Frank Ryan, c. 1932
- George Plunkett, c. 1933–
- Seán Ó Cionnaith, 1950s
- Liam Mac an Ultaigh, –1962
- Uinsionn Ó Cathain, 1962–
- Donal Varian, 1970's

## Coneguts membres
- Eamon Martin
- Sean Heuston
- Con Colbert
- Tomás Mac Curtain
- Sean Lemass
- Jimmy Steele
- Cathal Goulding
- Brendan Behan
- Seán Ó Cionnaith
- Gerry Adams
- Patsy O'Hara
- Raymond McCreesh
- Kevin Lynch
- Kieran Doherty
- Thomas McElwee
- Paddy Holahan
- Garry Holahan

### Actual
- Na Fianna Éireann Arxivat 2012-07-16 a Wayback Machine. - pàgina oficial (lligada al Republican Sinn Féin)
Pàgina esborrada parcialment el desembre de 2005 - vegeu Arxiu Wayback Machine i pàgina oficial Arxivat 2011-11-10 a Wayback Machine.
- Fianna Éireann Arxivat 2011-07-14 a Wayback Machine. - Pàgina oficial (lligada al 32 County Sovereignty Movement) (anglès)

### Històric
- Als nois d'Irlanda - Document de 1914. (anglès)